# Llac Union (Seattle)
El llac Union (anglès: Lake Union) és un llac d'aigua dolça situat totalment dins dels límits de la ciutat de Seattle a l'estat de Washington dels Estats Units. Ocupa la major part del canal de vaixells del llac Washington (anglès: Lake Washington Ship Canal), que transporta aigua dolça des del llac Washington, molt més gran, a l'est, fins a l'estraet Puget, a l'oest. El punt més oriental del llac és el Ship Canal Bridge, que porta la carretera interestatal 5 (Interstate 5) sobre el marge oriental del llac i separa el llac Union de la badia de Portage (anglès: Portage Bay). Llac Union dona nom als barris situats a les seves costes est i oest: Eastlake i Westlake respectivament. La riba nord del llac acull el Parc de les Obres de Gas (anglès: Gas Works Park). Els llocs notables de la zona sud del llac, coneguda col·lectivament com el districte de South Lake Union, inclouen el parc del llac Union (anglès: Lake Union Park), el Museu d'Història i de la Indústria (anglès: Museum of History & Industry, MOHAI) i el Centre dels Vaixells de Fusta (anglès: Center for Wooden Boats, CWB).

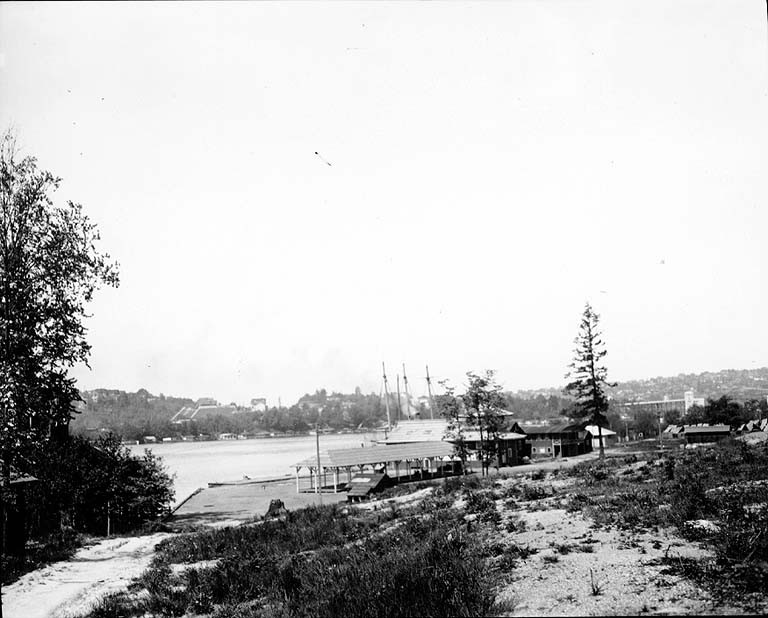
Façana del campus de la Universitat de Washington sobre el llac Union, 1919